# Ulriksdals begravningsplats

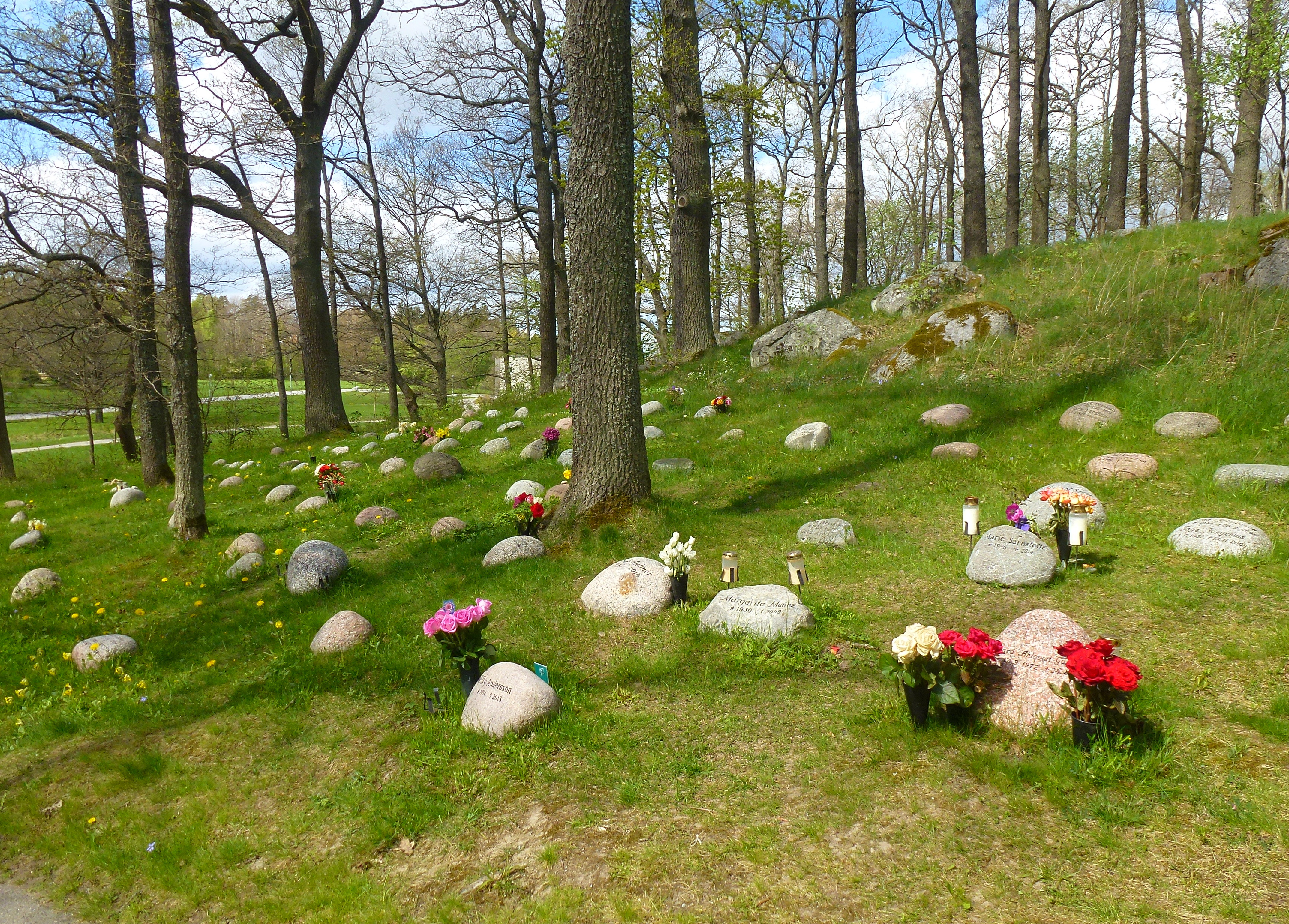
Ulriksdals begravningsplats, Eklunden.

Ulriksdals begravningsplats ligger vid Sörentorpsvägen 10 strax väster om Ulriksdals slottspark i stadsdelen Ulriksdal i Solna kommun. Begravningsplatsen hör till Solna församling och invigdes i november 2011. 

## Beskrivning

### Begravningsplatsen
Begravningsplatsen anlades åren 2010 till 2011 i kulturlandskapet strax väster om Slottsträdgården Ulriksdal, inte långt från Ulriksdals slott. I områdets norra del ligger minneslunden och en ekbevuxen kulle, kallad Eklunden samt en arkitektonisk intressant administrations- och ekonomibyggnad. På Eklunden sker gravsättning utan upplåtelse av gravrätt. Gravplatsen markeras med en natursten som tillhandahålls av kyrkogårdsförvaltningen och gravplatsens storlek är 60 x 60 cm.

### Bilder, begravningsplatsen

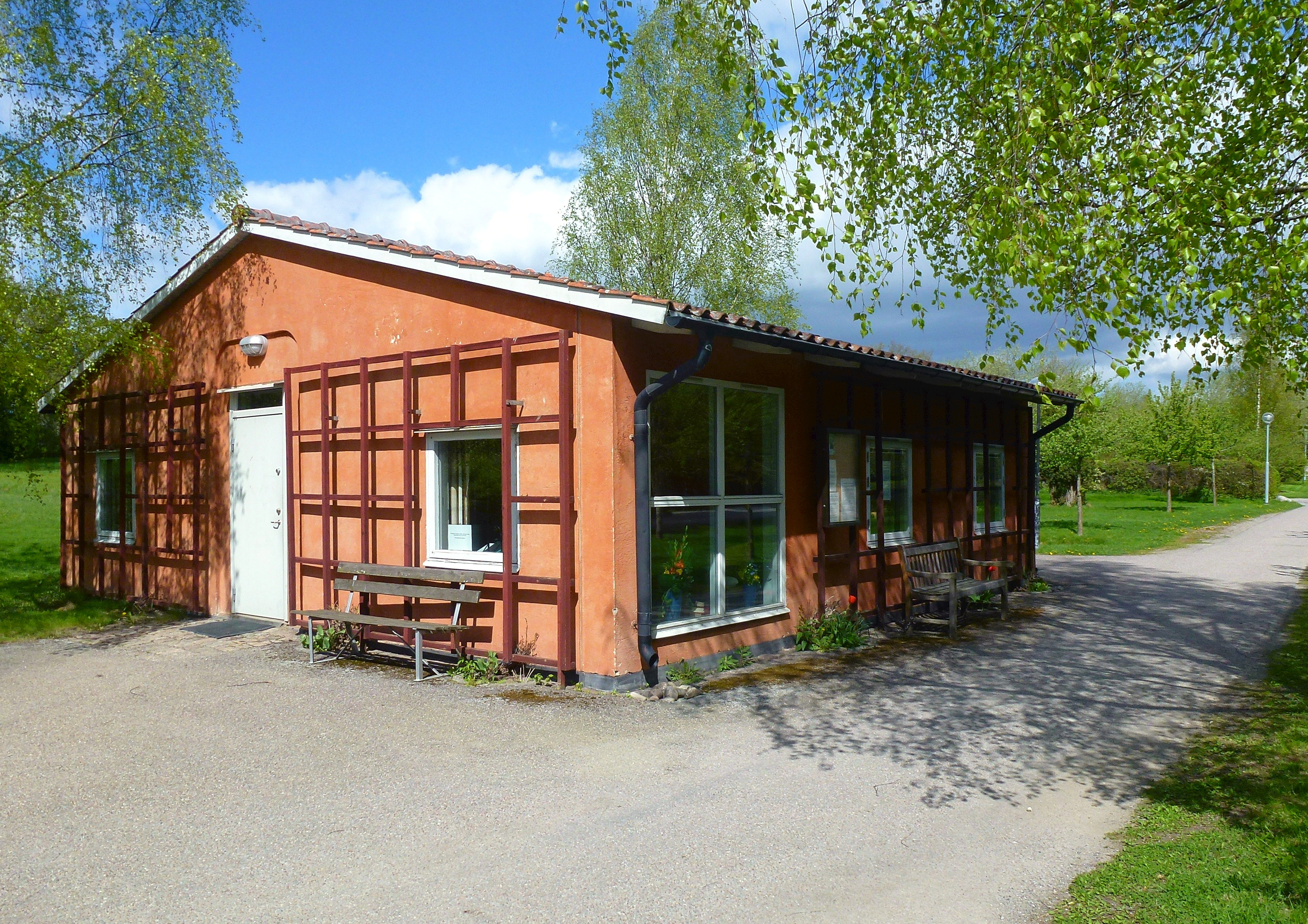
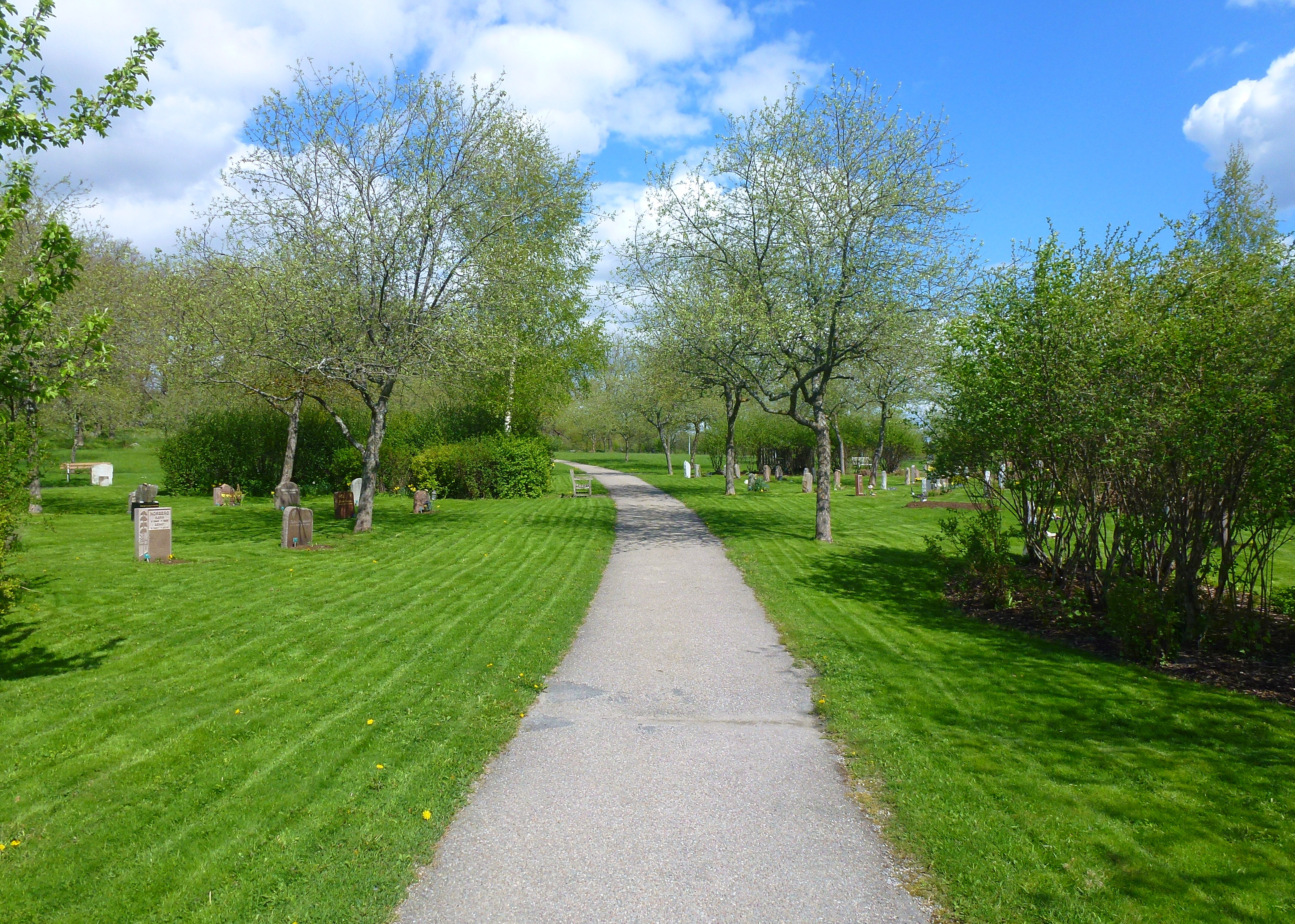
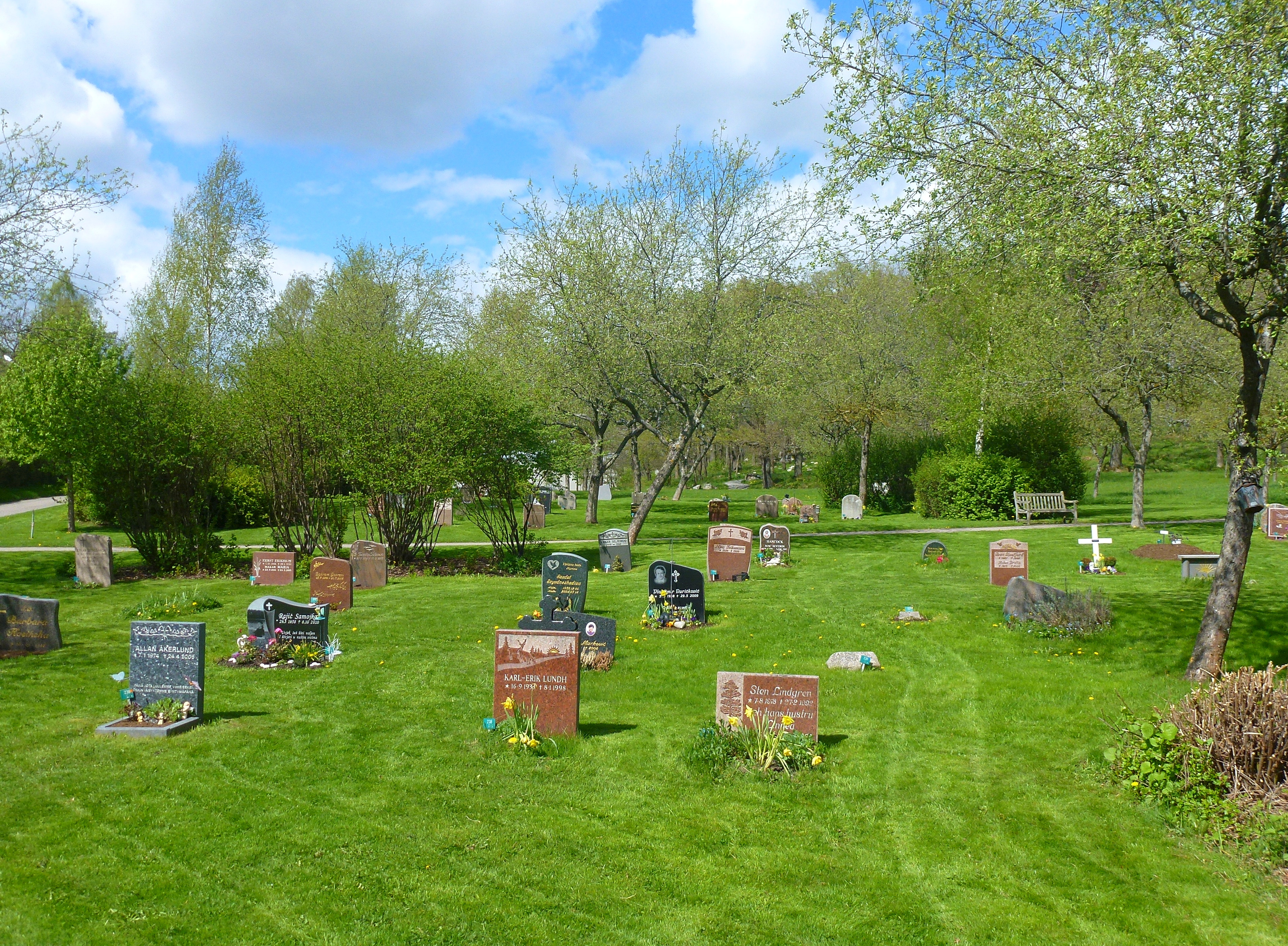
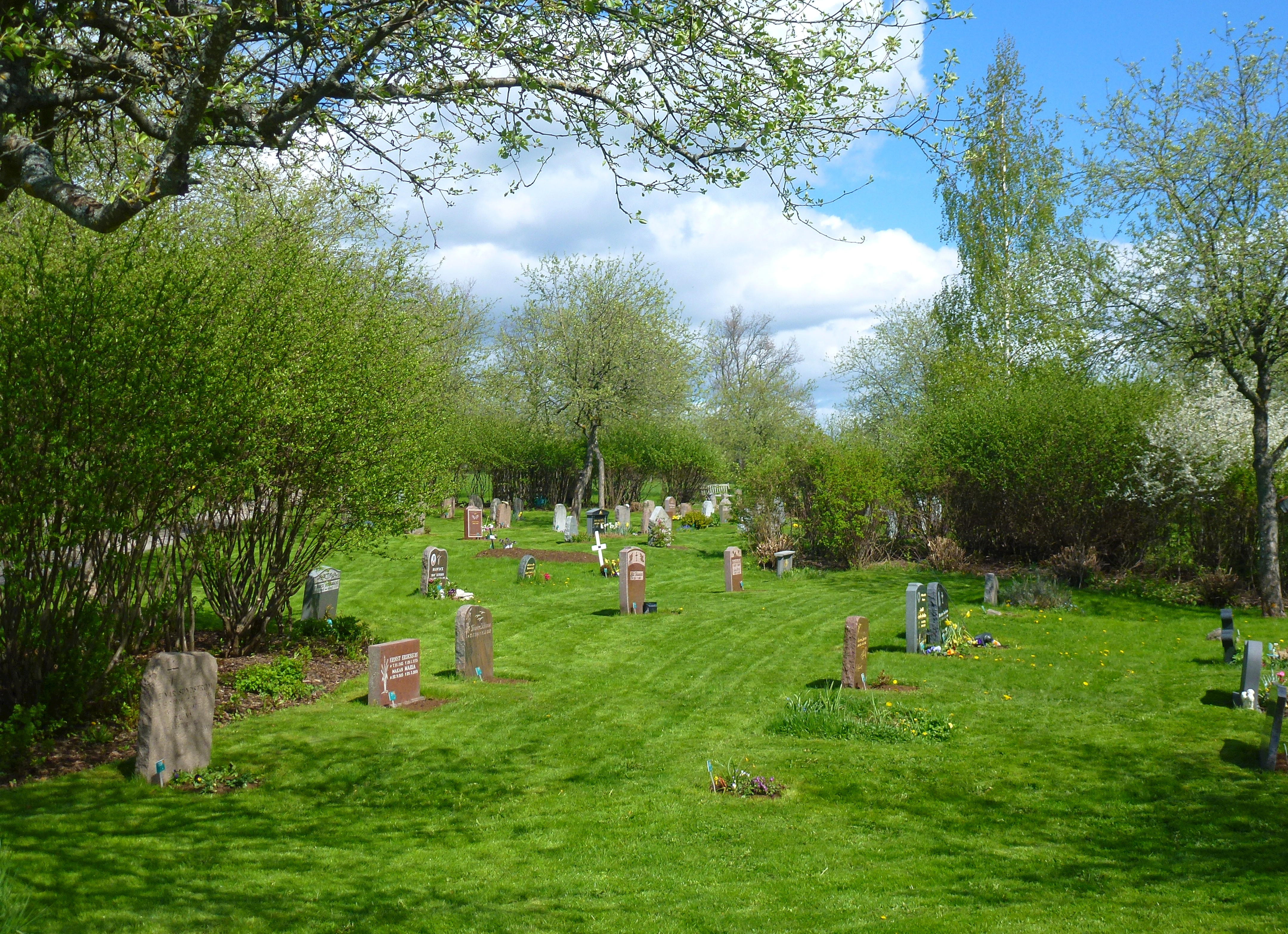

### Ekonomibyggnad
Begravningsplatsens administrations- och ekonomibyggnad består av tre volymer placerade i vinkel kring en innergård. Den södra delen innehåller verkstäder och sträcker sig mot Eklunden med plats för ett framtida kapell. Den östra delen består av två plan och innehåller lokaler för administration och personal. Den norra delen är en förrådsbyggnad. Fasaderna består av prefabricerade betongelement på långväggen mot begravningsplatsen och träpanel av linoljebehandlad gran på alla övriga ytterväggar. Byggnaden är tänkt att fungera som en entré till parken och kyrkogården. Anläggningen nominerades till ”Best Nordic Building 2011” och arkitekten Petra Gipp belönades för sitt arbete med ”Årets Betongarkitekt 2012”. För formgivningen svarade Petra Gipp Arkitektur och In Praise of Shadows Arkitektur. Byggherre var Solna kyrkogårdsförvaltning.

### Bilder, ekonomibyggnaden

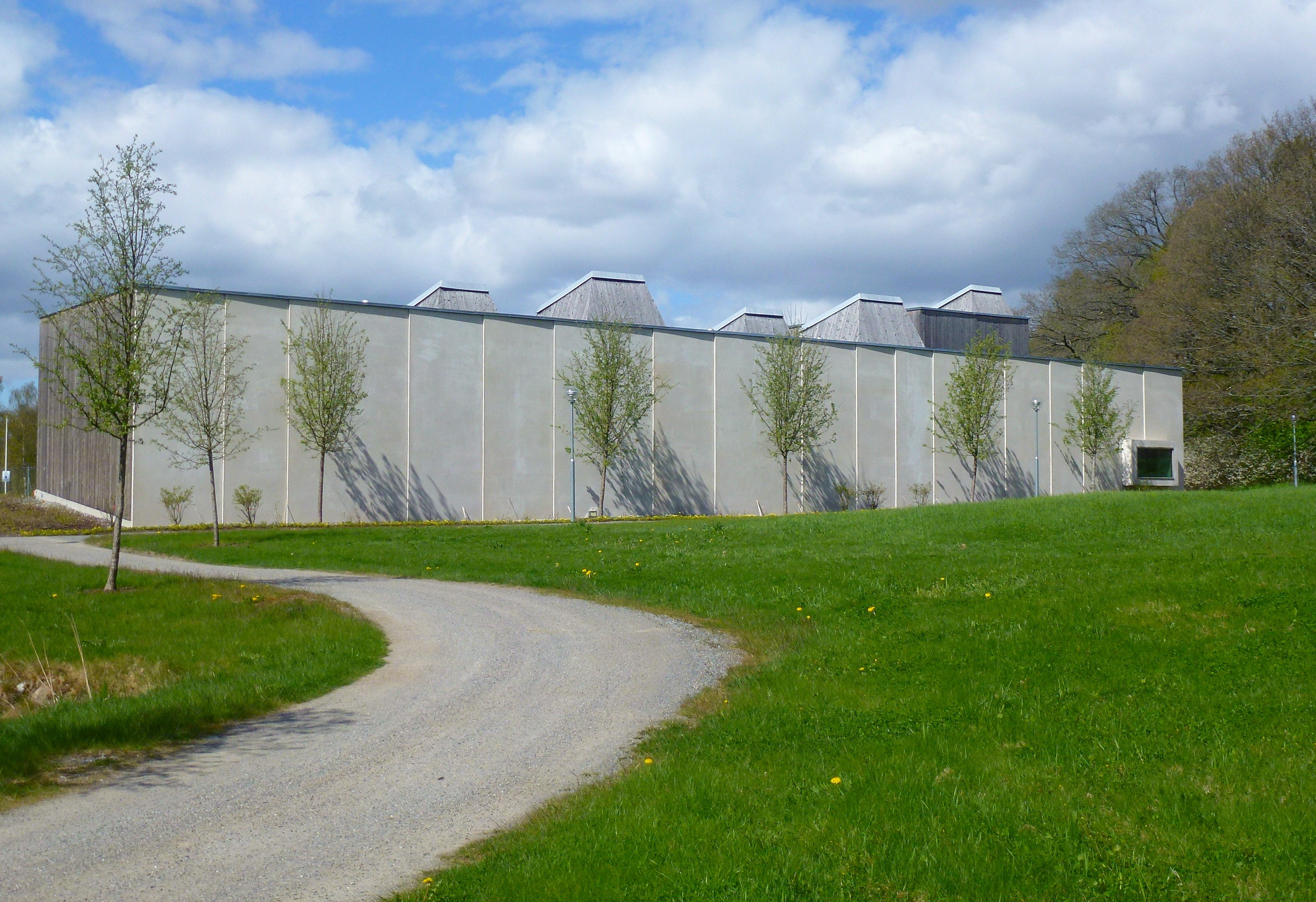
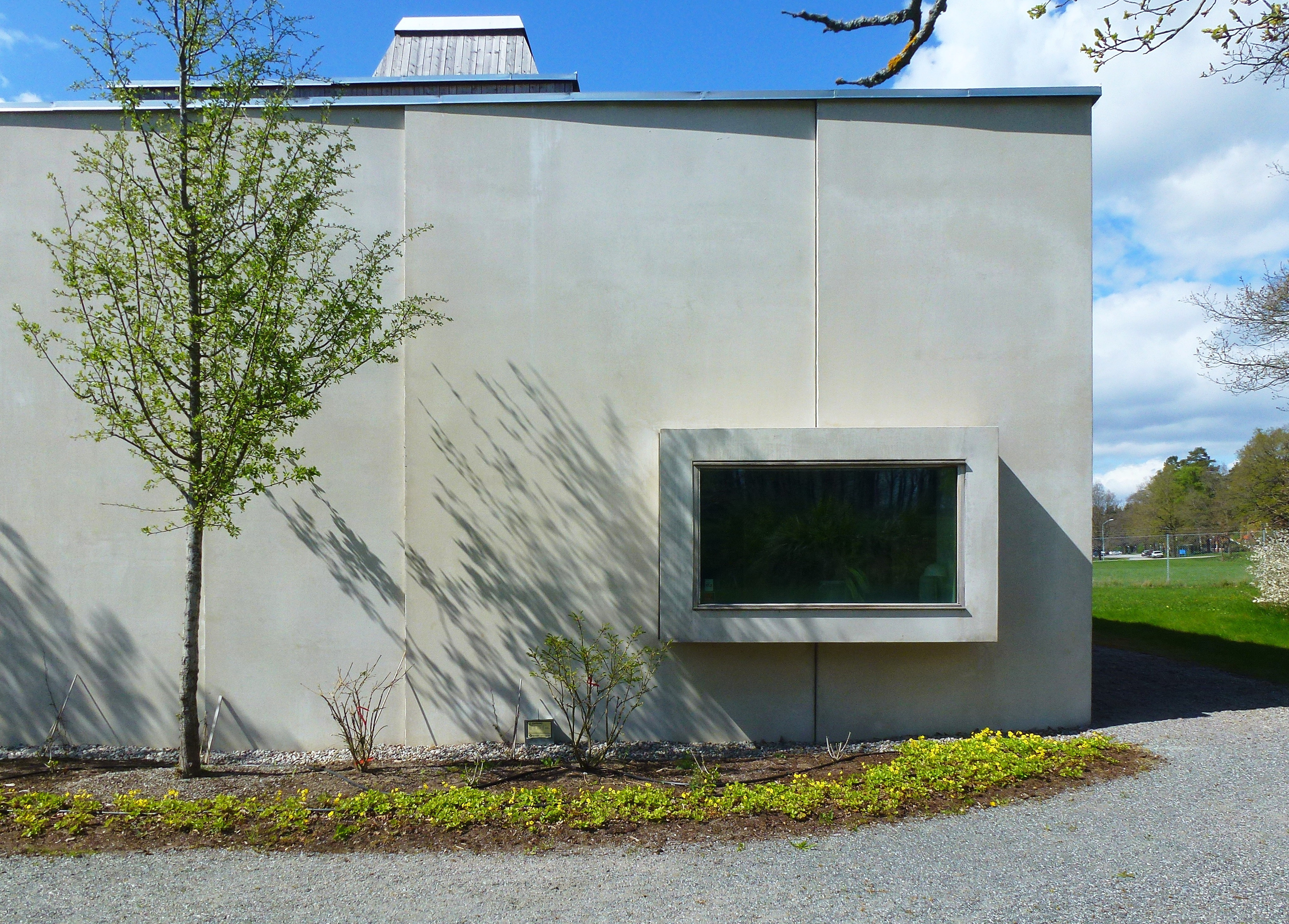
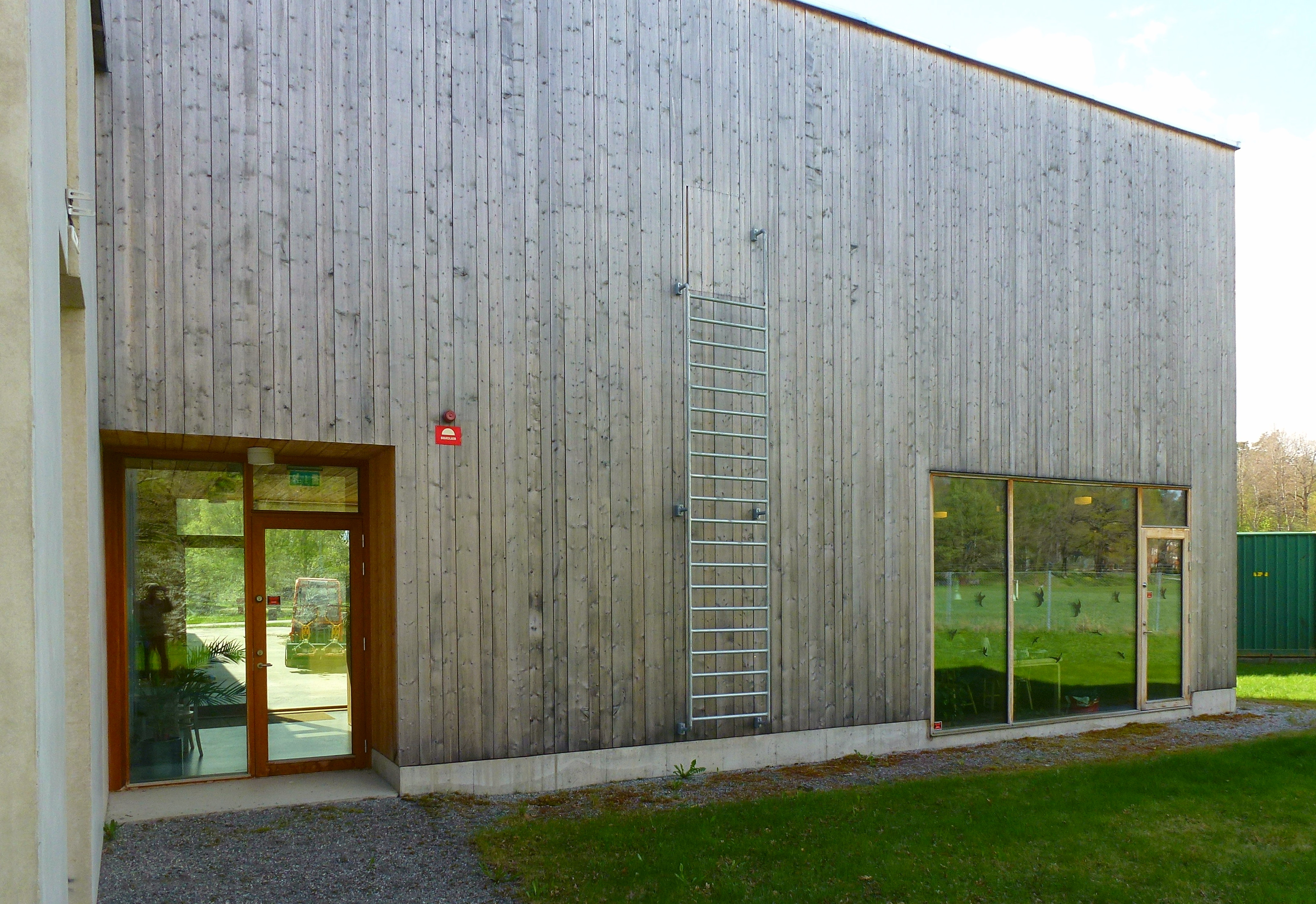
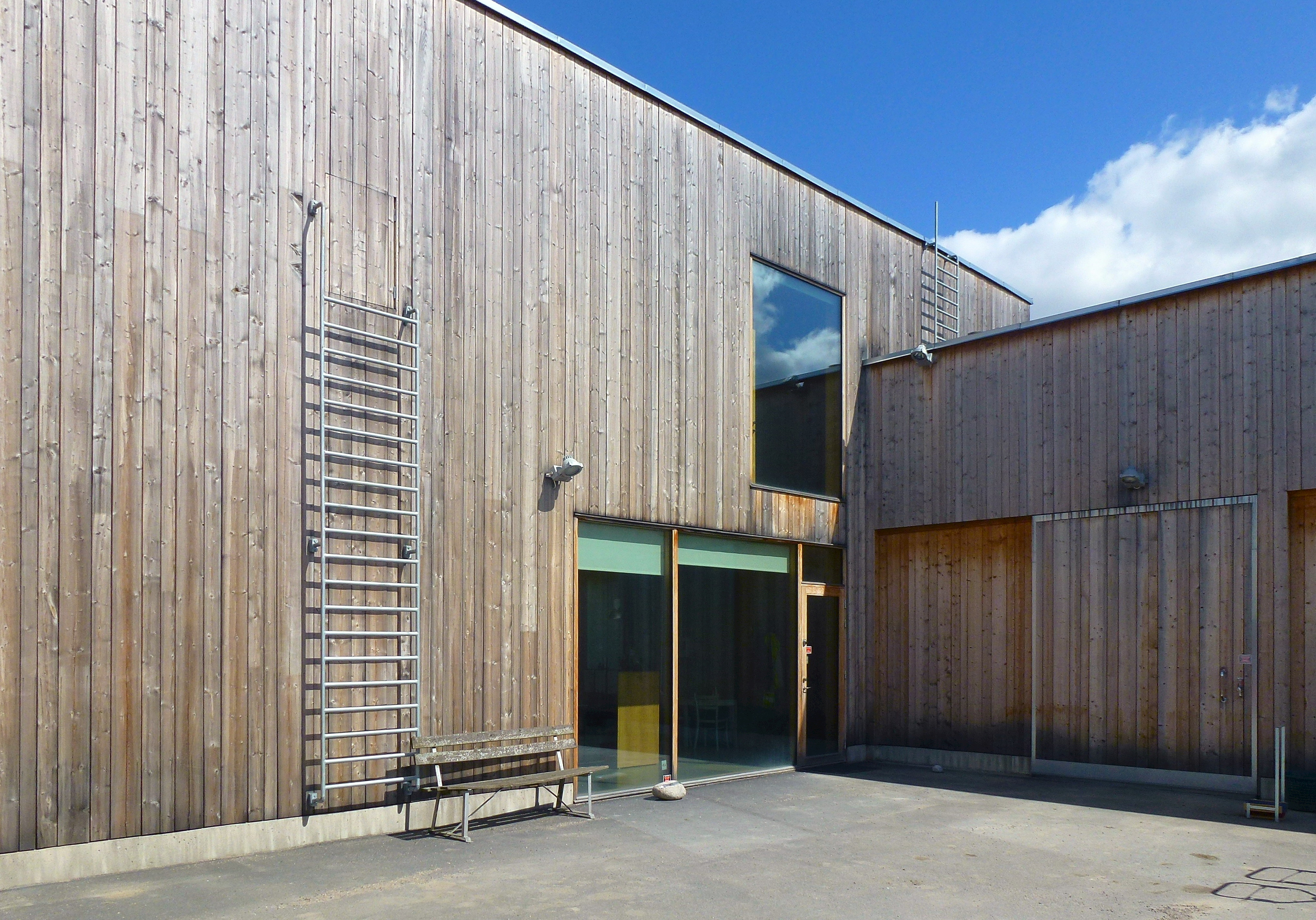